# Queso humacha
El queso humacha o quesomacha es un platillo típico de la gastronomía de Bolivia. Consiste en un queso derretido en ají amarillo, huevos duros picados, choclo desgranado y papa blanca. Es típico de la zona de La Paz y es popular en el occidente del país.

## Descripción
El queso humacha es un platillo basado en ingredientes como el queso, el ají amarillo, el choclo, las habas, la hierbabuena y papa blanca o pureja. Su color característico se lo otorga el ají y al servirse se le añaden hojas de huacataya, misma que ha sustituido a la hierba llamada chijj chipa, dado que no es sencilla de conseguir sino en mercados tradicionales bolivianos.

## Historia
El queso humacha tiene origen en la época colonial. La tradición lo vincula a las tropas españolas que combatieron la rebelión de Túpac Amaru II. Es consumido habitualmente en Semana Santa católica al ser un platillo sin carne y puede ser consumido para guardar ayuno.